# Tibet Museum (Dharamsala)
Het Tibet Museum is een museum over Tibetaanse cultuur en geschiedenis in McLeod Ganj in India, nabij het Namgyal-klooster en op vijf kilometer afstand van Dharamsala. Het museum werd opgericht in 1998.

## Achtergrond
Het museum bevindt zich in de Tsuglagkhang-tempel en het bijbehorende archief en kantoor zijn gevestigd in het regeringsgebouw van de Tibetaanse regering in ballingschap, de Gangchen Kyishong. De Tsuglagkhang is de tempel van de veertiende dalai lama en daarmee zelf ook een toeristische trekpleister. De buitenkant van het gebouw wordt ontsierd door moderne technieken die aan een oorspronkelijke Tibetaanse bouwstijl is toegevoegd.
Binnen in het museum is een waardevolle collectie van kunstschatten te zien, zoals historische documenten, manuscripten, Tibetaanse schilderkunst, afbeeldingen en verschillende voorwerpen uit de Tibetaanse handwerkkunst, zoals de pottenbakkerij.
Het museum is omgeven door grasperken met plek voor sport en spel voor volwassenen en kinderen. Ook zijn er in het museum zelf enkele ontmoetingsruimtes. Verder heeft het museum een verkooppunt voor schilderijen, kunstwerken en handwerkkunst.

## Presentatie vanuit Tibetaans standpunt
Het museum werd opgezet door het ballingschapsministerie van informatie en internationale relaties. De exposities zijn vanuit Tibetaans perspectief gekleurd. Zo geeft het met beelden uitleg over de Tibetaanse kwestie en het streven naar een onafhankelijk Tibet. In politieke zin is de tegenhanger van het museum het Museum van de Tibetaanse cultuur in Peking.